# Location Area Identity
LAI (Location Area Identity) es el acronimo de Identificador del Área de Localización, utilizado en redes móviles GSM. Cada área de ubicación de una red móvil tiene su propio identificador único LAI. Este identificador único internacionalmente se utiliza para la actualización de la posición de suscriptores móviles. Se compone de tres código decimales, el de país (MCC) de 3 dígitos, un  código de red móvil (MNC) de 2 dígitos para el standar Europeo o 3 dígitos para el Standar Norteamericano y un código de área de ubicación (LAC) que puede ser de hasta 5 dígitos decimales.
LAI consta de:
- LAI = MCC + MNC + LAC,
- MCC = Mobile Country Code (3),código de país de móvil, por ejemplo, España: 214, México: 334
- MNC = Mobile Network Code (2 o 3), código de la red móvil, por ejemplo, Vodafone: 01, Movistar:07, Orange:03, Telcel: 020, Iusacell: 050
- LAC = Location Area Code (5), código de área de localización, identifica la zona de ubicación.

El LAI es transmitido regularmente por el canal de control de transmisión (BCCH) de los sistemas GSM. La estación móvil reconoce el LAI y lo almacena en el módulo de identidad de abonado (SIM). Un cambio de zona de localización da lugar a la solicitud de actualización de la ubicación (Location Update).
- Datos: Q1284786